# Richmond (Rhode Island)
Richmond és una població dels Estats Units a l'estat de Rhode Island. Segons el cens del 2000 tenia 7.222 habitants.

## Demografia
Segons el cens del 2000, Richmond tenia 7.222 habitants, 2.537 habitatges, i 2.034 famílies. La densitat de població era de 68,7 habitants per km².
Dels 2.537 habitatges en un 40,2% hi vivien nens de menys de 18 anys, en un 69,3% hi vivien parelles casades, en un 7,5% dones solteres, i en un 19,8% no eren unitats familiars. En el 14,3% dels habitatges hi vivien persones soles el 4,4% de les quals corresponia a persones de 65 anys o més que vivien soles. El nombre mitjà de persones vivint en cada habitatge era de 2,84 i el nombre mitjà de persones que vivien en cada família era de 3,14.
Per edats la població es repartia de la següent manera: un 27,9% tenia menys de 18 anys, un 6,1% entre 18 i 24, un 34,4% entre 25 i 44, un 24,5% de 45 a 60 i un 7% 65 anys o més.
L'edat mediana era de 36 anys. Per cada 100 dones de 18 o més anys hi havia 97,9 homes.
La renda mediana per habitatge era de 59.840 $ i la renda mediana per família de 64.688 $. Els homes tenien una renda mediana de 41.357 $ mentre que les dones 29.115 $. La renda per capita de la població era de 22.351 $. Aproximadament l'1,9% de les famílies i el 3% de la població estaven per davall del llindar de pobresa.